# The Honeydrips
Микаэ́ль Ка́рлссон (Mikael Carlsson) — шведский певец и автор песен, наиболее известный по музыкальному проекту The Honeydrips. Он также был вокалистом в группах Kissing Mirrors и Dorotea. По словам музыканта, в наибольшей степени на него повлияло творчество Felt и Saint Etienne.
Его дебютный сингл «Save Me» / «Lay Your Arms Around Me» вышел в 2004 году, после чего Карлссон заключил контракт с лейблом Sincerely Yours, на сайте которого в декабре 2006 года был размещён трек «Åh, Karolin», кавер-версия песни Пьера Башле «Emmanuelle» из одноимённого эротического фильма. Весной следующего года состоялся выпуск долгоиграющей пластинки Here Comes the Future. В поддержку релиза вышли синглы «I Wouldn’t Know What to Do» и «(Lack of) Love Will Tear Us Apart». В список «Топ-500 треков 2000-х», составленный редакцией сайта Pitchfork, был включён ремикс шведского диджея и продюсера Акселя Вильнера (также известного как The Field) на композицию «Fall from a Height», в оригинальной версии которой использовались семплы из фильмов «Энни Холл» и «Бунтарь без причины». Рецензии на альбом появились на сайтах Allmusic и Pitchfork, а в 2008 году диск был награждён премией Manifest.
В июне 2010 года Микаэль Карлссон объявил о том, что проект The Honeydrips прекращает существование, и обнародовал последний трек под этим именем — кавер-версию песни «Höstvisa», сочинённую Туве Янссон и Эрной Тауро. Позднее он вошёл в состав группы WÆE.